# 艾哈迈德·阿米拉巴迪
艾哈迈德·阿米拉巴迪·法拉哈尼（波斯語：‌‌احمد امیرآبادی فراهانی；1973年—）是一位伊朗保守派政治家、前革命卫队成员。
阿米拉巴迪出生于靠近中央省塔夫雷什的法拉罕。他来自一个伊朗阿塞拜疆人家庭。他是第九、十届伊斯兰议会中库姆选区的代表。

## 政治从属
2006年，阿米拉巴迪加入馨香服务联盟。
据Donya-e-Eqtesad报道，阿米拉巴迪和伊斯兰革命稳定阵线有关。尽管“伊朗外交”网站称他“自称革命稳定阵线成员”，但他在接受伊朗劳工通讯社采访时否认了这一说法。

## 新型冠状病毒肺炎
2020年2月24日，在伊朗爆发冠状病毒期间，阿米拉巴迪称库姆至少有50人死于2019年冠状病毒病（COVID-19），而卫生部副部长伊拉吉·哈里奇声称在整个伊朗只有12例病死于COVID-19、且只有61例确诊SARS-CoV-2。